# 革命的敗北主義
革命的敗北主義（かくめいてきはいぼくしゅぎ）とは、日本の新左翼の政治思想の一つ。言葉は似ているが、革命的祖国敗北主義とは別の概念である。

## 概要
「革命はいつか必ず成就する」というのが、新左翼の信念である。しかし、革命に至るには多くの闘争を経なければならない。そのため個々の闘争は妥協を許さず、かつての日本軍の玉砕のように自己を犠牲にしてでも「革命的敗北」を貫徹しなければならないとする。これらの積み重ねによって、はじめて革命が成就するという考え方である。
ブント系党派で多く唱えられたことから、別名「ブント主義」ともいう。「捨石運動論」という別名もある。